# Antoni Kierpal
Antoni Kierpal (ur. 1898 w Łodzi, zm. 3 lutego 1960 tamże) – polski malarz.
Pierwsze lekcje rysunku i malarstwa pobierał w Szkole Rysunku i Anatomii Szczepana Andrzejewskiego, od 1920 przez dwa lata studiował malarstwo ścienne w Państwowej Szkole Sztuk Zdobniczych i Przemysłu Artystycznego pod kierunkiem prof. Jarczewskiego. W 1922 po raz pierwszy pojechał na Hel aby malować w plenerze. Od 1926 do 1930 pobierał prywatne lekcje u Maurycego Trębacza, który skierował go na kontynuację nauki do Monachium, w 1934 założył na Helu Salon Sztuki, który istniał do wybuchu II wojny światowej. Część twórczości Antoniego Kierpala znajduje się w Muzeum Narodowym w Szczecinie, pojedyncze egzemplarze w kolekcjach prywatnych. Artysta w swoich obrazach ukazywał życie i pracę rybaków oraz pejzaże nadmorskie. 
Spoczywa na cmentarzu św. Franciszka w Łodzi.